# 叶里迷失
叶里迷失（?—?），元朝公主，元定宗貴由之女。
叶里迷失嫁给了汪古部的首领君不花，君不花是赵王，所以叶里迷失被封为赵国大長公主。君不花父親孛要合的夫人是成吉思汗的女儿阿剌海别吉。君不花从蒙哥攻南宋合州，立有大功。叶里迷失和君不花三個兒子囊家台、乔邻察、安童。囊家台尚亦怜真大长公主，囊家台子马札罕尚桑哥八剌大长公主，乔邻察尚宗王阿只吉女回鹘公主。